# Сан-Себріан-де-Кампос
Сан-Себріан-де-Кампос (ісп. San Cebrián de Campos) — муніципалітет в Іспанії, у складі автономної спільноти Кастилія-і-Леон, у провінції Паленсія. Населення — 433 осіб (2018).
Муніципалітет розташований на відстані близько 210 км на північ від Мадрида, 20 км на північ від Паленсії.
На території муніципалітету розташовані такі населені пункти: (дані про населення за 2010 рік)
- Амаюелас-де-Абахо: 22 особи
- Сан-Себріан-де-Кампос: 446 осіб

## Демографія
Динаміка населення (INE ):